# Nicolás Bertolo
Nicolás Santiago Bertolo (Córdova (Argentina), 2 de janeiro de 1986) é um futebolista profissional argentino que atua como meia. Atualmente está sem clube.

## Carreira
Nicolás Bertolo se profissionalizou no 	Boca Juniors, em 2006, no qual atuou até 2008.

### River Plate
Nicolás Bertolo integrou o River Plate na campanha vitoriosa da Libertadores da América de 2015.

## Títulos
River Plate
- Copa Sul-Americana: 2014
- Taça Libertadores da América: 2015